# Uoleva
Uoleva (auch: Holeva, Hoolaiva)  ist eine Insel im Zentrum von Haʻapai im Pazifik. Sie gehört politisch zum Königreich Tonga.

## Geografie
Das Motu liegt zusammen mit Lifuka nördlich des Kanals Ava Auhangamea, an einer Stelle, an der das Riff sich nach Westen zieht, wo sich die Inselchen Luangahu, Hakau‘ata und Lofanga neben weiteren Felsen und Riffinseln erheben. Diese gehören zum Verwaltungsbezirk ʻUiha.
Im Süden schließen sich die Inselchen ʻUiha und Tatafa an.
Die mondsichelförmige Insel läuft mit ihrer Nordostspitze direkt auf den Hulu‘ipaongo Point von Lifuka zu.

## Klima
Das Klima ist tropisch heiß, wird jedoch von ständig wehenden Winden gemäßigt. Ebenso wie die anderen Inseln der Haʻapai-Gruppe wird Uoleva gelegentlich von Zyklonen heimgesucht.